# Ribánszki László
Ribánszki László, Ladislav Rybánsky (Vágsellye, 1984. december 19. –) szlovákiai magyar labdarúgó, kapus. Jelenleg a Békéscsaba labdarúgója.